# 3. Kavallerie-Division (Wehrmacht)
Die 3. Kavallerie-Division, anfangs 3. Kavallerie-Brigade, war ein Großverband des Heeres der deutschen Wehrmacht im Zweiten Weltkrieg. Sie wurde Ende Februar 1945 Nachfolgerin der 3. Kavallerie-Brigade.

## Divisionsgeschichte

### 3. Kavallerie-Brigade
Das OKH stellte am 15. Februar 1944 an der Ostfront aus den bereits vorhandenen Kavallerie-Regimentern Nord, Mitte, Süd und weiteren motorisierten und gepanzerten Verbänden die 3. Kavallerie-Brigade auf. Die neu formierte 3. Kavallerie-Brigade wurde 1944 im Mittelabschnitt der Ostfront gegen die sowjetische Sommeroffensive eingesetzt und erlitt dabei erhebliche Verluste.
Nach kurzer Auffrischung bezog die 3. Kavallerie-Brigade im August Abwehrstellung im Bereich des Bug und des Narew. Im Dezember 1944 verlegte sie in den Bereich des Plattensees in Ungarn und nahm an den Entsatzangriffen auf Budapest teil.

### 3. Kavallerie-Division
Am 23. Februar 1945 wurde die 3. Kavallerie-Brigade ohne weitere Verstärkung in 3. Kavallerie-Division umbenannt.
Im Anschluss daran, im März 1945, erfolgte die Offensive Frühlingserwachen, an der die Division teilnahm. Danach zog sie sich nach Österreich zurück und kapitulierte im Raum um Graz.
Die Division kämpfte seit ihrem Bestehen immer zusammen mit der 4. Kavallerie-Division unter dem Kommando des I. Kavallerie-Korps.

## Gliederung
- Reiter-Regiment 31
- Reiter-Regiment 32
- Schwere Kavallerie-Abteilung 3
- Artillerieregiment (tmot.) 869
- Panzer-Aufklärungs-Abteilung 69
- Sturmgeschütz-Abteilung 69
- Sicherungs-Bataillon 69
- Pionier-Schwadron 69
- Kavallerie-Nachrichtenabteilung 69

## Kommandeure

### 3. Kavallerie-Brigade
- Oberst Georg Freiherr von Boeselager – ? bis 27. August 1944
- Oberst Arthur Baron von Holtey – Oktober bis Dezember 1944
- Oberst Peter von der Groeben – Dezember 1944 bis 22. Februar 1945

### 3. Kavallerie-Division
- Generalmajor Peter von der Groeben – 23. Februar bis 8. Mai 1945

## Ritterkreuzträger
| Name                           | Auszeichnung                              | Datum         | Dienstgrad        | Einheit                                  |
| Boeselager, Georg Freiherr von | Eichenlaub mit Schwertern zum Ritterkreuz | 28. Nov. 1944 | Oberstleutnant    | Kdr. 3. Kavallerie-Brigade               |
| Gollert-Hansen, Hans-Detlef    | Eichenlaub zum Ritterkreuz                | 14. Jan. 1945 | Rittmeister d. R. | Kdr. II./RR 31                           |
| Friedrich, Gustav              | Ritterkreuz                               | 11. März 1944 | Rittmeister       | Chef 6. RR 31                            |
| Köhler, Hans-Joachim           | Ritterkreuz                               | 5. März 1945  | Rittmeister       | Kdr. I./RR 31                            |
| Schwanbeck, Walter             | Ritterkreuz                               | 5. Okt. 1944  | Unteroffizier     | Gruppenführer 2./RR 31                   |
| Eikmeier, Hans                 | Ritterkreuz                               | 30. Sep. 1944 | Rittmeister       | Fhr. II./RR 32                           |
| Knobloch, Leo                  | Ritterkreuz                               | 30. Sep. 1944 | Unteroffizier     | Kompanietruppführer 1. RR 32             |
| Schneider, Wilhelm             | Ritterkreuz                               | 30. Apr. 1945 | Wachtmeister      | Stoßtruppführer Stabsschwadron II./RR 32 |
| Syrowy, Jan                    | Ritterkreuz                               | 30. Apr. 1945 | Unteroffizier     | Zugführer 3./RR 32                       |
| Bose, Georg                    | Ritterkreuz                               | 21. Sep. 1944 | Leutnant          | Zugführer 1./Sturmgeschütz-Abteilung 177 |

## Bekannte Divisionsangehörige
- Georg Freiherr von Boeselager (1915–1944), Widerstandskämpfer des 20. Juli 1944
- Philipp Freiherr von Boeselager (1917–2008), Widerstandskämpfer des 20. Juli 1944
- Peter von der Groeben (1903–2002), Generalleutnant des Heeres der Bundeswehr und stellvertretender Befehlshaber des NATO-Kommandobereichs Allied Command Baltic Approaches (BALTAP)
- Antonius John (1922–2016), Wirtschaftsjournalist und Professor für Politikwissenschaft